# Шевченково (Новоукраинский район)
Шевченково (укр. Шевченкове) — село в Злынской сельской общине Новоукраинского района Кировоградской области Украины.
До 2020 года входило в Маловисковский район
Население по переписи 2001 года составляло 124 человека. Почтовый индекс — 26245. Телефонный код — 5258. Код КОАТУУ — 3523185203.